# Da grande (album)
Da grande è il secondo greatest hits della cantante italiana Alexia, pubblicato nel 2005.

## Descrizione
Raccoglie brani dell'artista pubblicati dal 2002 al 2005, tratti dagli album Alexia, Il cuore a modo mio, e Gli occhi grandi della Luna.
Primo singolo promozionale della raccolta è l'omonimo Da grande, brano che partecipa al 55º Festival di Sanremo nella categoria Donne, dove arriva al secondo posto. Entra subito nelle classifiche italiane ed è molto programmato dalle radio.
Secondo singolo promozionale dell'album è Mai dire mai, scritto da Alexia con Franco Fasano, Gianfranco Grottoli e Andrea Vaschetti.

## Tracce
1. Da grande
2. Dimmi come
3. Non lasciarmi mai
4. Hasta La Vista Baby
5. Per dire di no
6. Egoista
7. Cuore non hai
8. Come tu mi vuoi (You Need Love)
9. Una donna sola
10. Quello che sento
11. Funky al cuore
12. Mai dire mai
13. Don't You Know (Dimmi come) (bonus track)
14. You Need Love (bonus track)
15. Money Honey (bonus track)

## Classifiche
| Classifica (2005) | Posizione più alta |
| ----------------- | ------------------ |
| Italia            | 58                 |